# رودخانه ساکائه کرانگ
رودخانه ساکائه کرانگ (به انگلیسی: Sakae Krang River) رودخانه‌ای است که در تایلند جریان دارد.